# RFB ファントレーナー
RFB ファントレーナー
タイ王国空軍博物館で展示されるファントレーナー 400（2012年3月25日）
- 用途：練習機
- 製造者：ライン航空機製造（英語版、ドイツ語版）
タイ王国空軍科学兵器開発センター
- 運用者：タイ王国空軍
- 初飛行：1977年10月27日
- 生産数：50機
- 退役：1994年（タイ王国空軍）

RFB ファントレーナー（RFB Fantrainer）は、1970年代に西ドイツのライン航空機製造（Rhein-Flugzeugbau GmbH、RFB）で設計・製造された練習機。
推進システムにダクテッドファンを採用しており、ジェット機に近い操縦特性を持つ。タイ王国空軍で使用された。

## 開発
1960年代、RFBはダクテッドファンを用いた機体の開発を始めた。1970年にはダクテッドファンを用いた軍用練習機の開発を始め、1975年には西ドイツの連邦国防省から、ピアッジョ P.149の後継候補として2機の試作機が発注された。
NSU製のEA871ロータリーエンジンを搭載した試作機は、1977年10月27日に初飛行した。しかしエンジンが入手困難となったため、エンジンをアリソン 250-C20B（545馬力）に換装した試作2番機ATI-2が製作されたが、1978年9月7日に墜落した。1番機を改装しエンジンを換装した機体が、ファントレーナー400となった。

## 設計

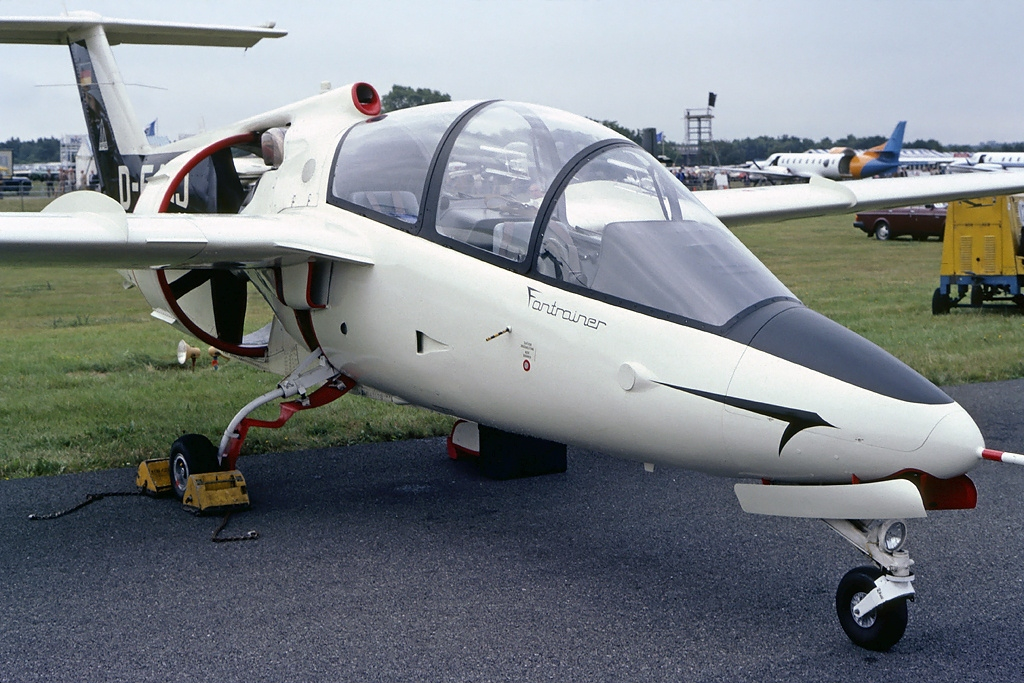
前方から見たファントレーナー 400

エンジンはターボシャフトエンジンを搭載しているが、排気による推進力は用いずに軸出力でファンを駆動して推進力を得ている。この方式の採用により、操縦特性は戦闘機の主流であるターボファンエンジンに近いものの出力が小さいことから速度は遅く、訓練生にも扱いやすい機体となった。

## 運用
ファントレーナーはT-34Cやピラタス PC-7と比較して運用コストが安価であることが評価されたが、ピアッジョ P.149を代替するほどの低コストではないと判断され不採用とおなった。
RFBは世界各地にファントレーナーを売り込んだが、安価でジェット機の飛行特性を再現できるとして、タイ王国空軍が興味を持った。1982年、RFBとタイ王国空軍は46機（31機のFT-400と15機のFT-600）のファントレーナーの購入契約を締結した。最初の各1機は西ドイツで製造された完成機を輸入し、残りの機体はRFBから出荷されたキットをタイ王国空軍科学兵器開発センターで組み立てることになった。初期運用の後、タイ王国空軍はFT-400のグラスファイバー製の主翼を、国内で製造したアルミニウム製に交換することにしたが、1984年に開始予定だった金属製主翼のFT-400の組み立ては、1988年まで遅れた。タイ製のFT-400は1989年に1号機が完成したが、重量増加による性能低下で1992年までの10機で製造は打ち切られた。一方で、主翼を換装しなかったFT-600は1987年に13機、1989年に1機が完成し、11機のFT-400と15機のFT-600が飛行訓練飛行隊に配備された。
FT-400とFT-600はF-5に進む前の基礎訓練課程で運用され、1992年に新編された第604訓練飛行飛行隊に転属後、1994年にピラタス PC-9と交代して退役した。
既に退役済みであるが、2010年からファンジェット・アビエーション（FanJet Aviation）が関連事業を引き継いでおり、名称を「ファンジェット」に変更し軍用だけでなく民間向けにも売り込みを図っている。

## 派生型
AWI-2
最初の試作機
ATI-2
エンジンにアリソン 250-C20B（545馬力）を搭載した2番目の試作機
ファントレーナー 400（FT-400）
ATI-2から胴体を延長し主翼をアルミニウム製に変更を搭載した実用機。タイ王国空軍の制式名称はB.F.18。
ファントレーナー 600（FT-600）
エンジンをアリソン 250-C30（650馬力）に換装し、エンジン排気口の位置を変更した改良モデル。タイ王国空軍の制式名称はB.F.18K。
ファントレーナー 800/1000/1200/1500
アップグレードモデル。計画のみ。
ロックウェル レンジャー 2000
アメリカ空軍とアメリカ海軍の統合基本航空機訓練システム計画に応じるために、ロックウェル・インターナショナルがファントレーナーの機体を利用した基本練習機。ピラタス PC-9 Mk.IIを基にしたビーチクラフトT-6テキサンIIに敗れ落選した。

## 展示機体

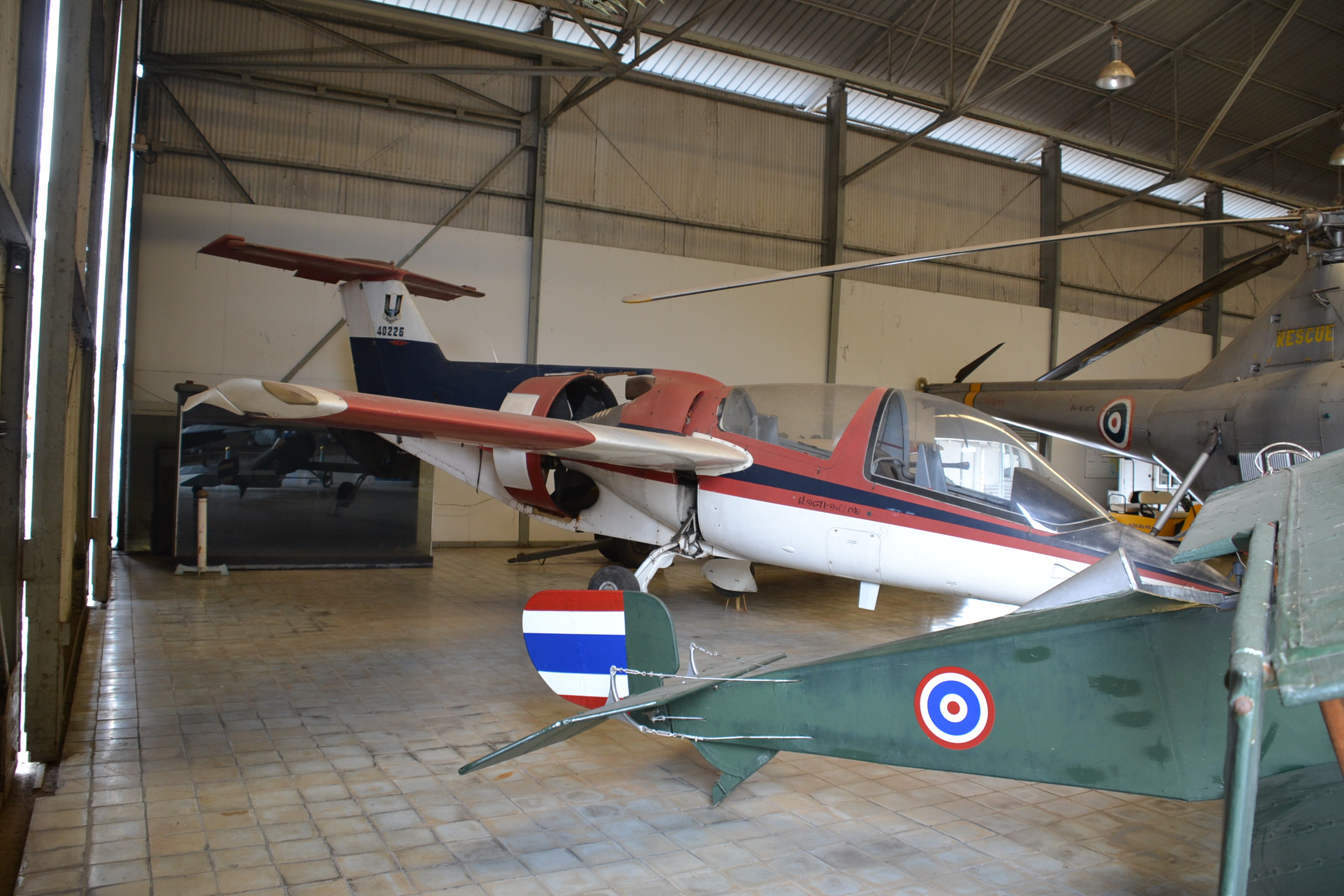
ファントレーナー 400（タイ王立空軍博物館）

タイ王国空軍で運用されたFT-400（輸入機体）とFT-600（最終号機）、射出座席用のモックアップがタイ王国空軍博物館で展示されているほか、未完成のFT-400の5機分の胴体が博物館の保管スペースに放置されている。

## 要目
Data from Jane's Aircraft Recognition Guide 
- 全長：9.20 m
- 全幅：9.70 m
- 全高：3.20 m
- 空虚重量：1,114 kg
- 最大離陸重量：1,800 kg
- エンジン：Allison 250-C30 ターボシャフトエンジン, 650 hp (484.5 kW)
- 最大速度：288 mph (463 km/h)
- 航続距離：2,316 km (1,250 nm)
- 巡航高度：3,750 m (12,300 ft)
- 乗員：2名
- 武装：無し